# Hister bremeri
Hister bremeri är en skalbaggsart som beskrevs av Miłosz A. Mazur 1979. Hister bremeri ingår i släktet Hister och familjen stumpbaggar. Inga underarter finns listade i Catalogue of Life.